# Kleinia repens
Kleinia repens é uma espécie de planta com flor pertencente à família Asteraceae. 
A autoridade científica da espécie é (L.) Haw., tendo sido publicada em Syn. Pl. Succ. 313. 1812.

## Portugal
Trata-se de uma espécie presente no território português, nomeadamente no Arquipélago dos Açores.
Em termos de naturalidade é introduzida na região atrás indicada.

## Protecção
Não se encontra protegida por legislação portuguesa ou da Comunidade Europeia.